# Úsov
Úsov (hanacki Hósov, niem. Mährisch Aussee, jidysz Asjwa) – miasto w Czechach, w kraju ołomunieckim.
Według danych z 1 stycznia 2024, liczba mieszkańców miasta wynosi 1167 osób (1303. miejsce w kraju wśród miejscowości; 569. miejsce wśród miast).

## Demografia
| Rok             | 1970  | 1980  | 1991  | 2001  | 2003  | 2008  | 2016  | 2024  |
| --------------- | ----- | ----- | ----- | ----- | ----- | ----- | ----- | ----- |
| Liczba ludności | 1 171 | 1 151 | 1 167 | 1 196 | 1 186 | 1 202 | 1 214 | 1 167 |

Źródło: Czeski Urząd Statystyczny